# Zoran Petrović (arbitro)
Zoran Petrović (Belgrado, 10 aprile 1952 – Belgrado, 8 agosto 2024) è stato un arbitro di calcio jugoslavo.

## Carriera
Arbitrò due partite al Campionato mondiale di calcio 1986 (Messico-Iraq e l'ottavo di finale Marocco-Germania Ovest) e altrettante al Campionato mondiale di calcio 1990 (Svezia-Costa Rica e Inghilterra-Paesi Bassi). Nel 1992 diresse Ajax-Torino, finale di ritorno della Coppa UEFA.